# Минтер, Кевин
Кевин Кристофер Минтер (англ. Kevin Christopher Minter, 3 декабря 1990, Сувейни, Джорджия) — профессиональный американский футболист, выступающий на позиции лайнбекера в клубе НФЛ «Тампа-Бэй Бакканирс». На студенческом уровне играл за команду университета штата Луизиана. Чемпион конференции SEC 2011 года.

## Биография
Кевин Минтер родился 3 декабря 1990 года в Сувейни в штате Джорджия. Учился в школе Беркман в Лилберне, затем перевёлся в школу Пичтри Ридж, где провёл последние два года. За школьные команды выступал на позициях ди-энда и лайнбекера. В 2008 году его признали Игроком года в защите в округе Гуиннетт. По оценкам различных специализированных изданий на момент окончания Минтер входил в число двадцати самых перспективных лайнбекеров страны. 

### Любительская карьера
В январе 2009 года Минтер поступил в университет штата Луизиана. Первый год в составе команды он провёл в статусе освобождённого игрока. В чемпионате NCAA дебютировал в сезоне 2010 года, приняв участие в десяти матчах как дублёр центрального лайнбекера Келвина Шеппарда. Игроком стартового состава Кевин стал в 2011 году, в четырнадцати играх сезона сделал шестьдесят один захват и один сэк.
В 2012 году он сыграл в тринадцати матчах команды, сделав сто тридцать захватов — четвёртый на тот момент результат в истории футбольной программы университета. По итогам сезона Минтера признали самым ценным игроком команды, также он вошёл в число финалистов Баткас Эворд, награды лучшему лайнбекеру студенческого футбола. Журнал Sports Illustrated включил Кевина в состав символической сборной звёзд NCAA.

#### Статистика выступлений в NCAA
| Сезон | Команда     | Игры | Захваты | Захваты | Захваты | Захваты | Захваты | Перехваты | Перехваты | Перехваты | Перехваты | Перехваты | Фамблы | Фамблы | Фамблы | Фамблы |
| Сезон | Команда     | Игры | Solo    | Ast     | Tot     | Loss    | Sk      | Int       | Yds       | Y/R       | TD        | PD        | FR     | Yds    | TD     | FF     |
| ----- | ----------- | ---- | ------- | ------- | ------- | ------- | ------- | --------- | --------- | --------- | --------- | --------- | ------ | ------ | ------ | ------ |
| 2010  | ЛСЮ Тайгерс | 11   | 5       | 10      | 15      | 0,0     | 0,0     | 0         | 0         | 0,0       | 0         | 0         | 0      | 0      | 0      | 0      |
| 2011  | ЛСЮ Тайгерс | 14   | 21      | 40      | 61      | 3,5     | 1,0     | 0         | 0         | 0,0       | 0         | 1         | 1      | 0      | 1      | 1      |
| 2012  | ЛСЮ Тайгерс | 13   | 55      | 75      | 130     | 15,0    | 4,0     | 1         | 4         | 4,0       | 0         | 0         | 0      | 0      | 0      | 0      |
| Всего | Всего       | 38   | 81      | 125     | 206     | 18,5    | 5,0     | 1         | 4         | 4,0       | 0         | 1         | 1      | 0      | 1      | 1      |

### Профессиональная карьера
На драфте НФЛ 2013 года Минтер был выбран «Аризоной» во втором раунде под общим 45 номером. Первые два сезона в команде он провёл в статусе запасного. В регулярных чемпионатах 2015 и 2016 годов Кевин был игроком стартового состава, играя на месте внутреннего лайнбекера. По итогам сезона 2016 года издание Pro Football Focus поставило его на 25 место среди всех лайнбекеров лиги. Весной 2017 года Минтер получил статус свободного агента и подписал однолетний контракт с клубом «Цинциннати Бенгалс». Сумма соглашения составила 4 млн долларов, в том числе 2,1 млн гарантированных выплат. 
В регулярном чемпионате 2017 года он сыграл за Бенгалс в девяти матчах, в том числе в семи как игрок стартового состава, сделал тридцать два захвата. После окончания сезона Кевин получил статус свободного агента и в апреле 2018 года подписал контракт с «Нью-Йорк Джетс». Он провёл с клубом предсезонную подготовку, но в основной состав пробиться не сумел и был отчислен перед началом регулярного чемпионата. В октябре 2018 года Минтер подписал контракт с «Бакканирс», потерявшими из-за травм двух игроков основного состава. В 2019 году он продлил контракт с клубом, в состав тренерского штаба которого вошли Брюс Эрианс и Тодд Боулс. С обоими специалистами он работал во время выступлений за «Аризону». В сезоне 2019 года Кевин был одним из лидеров специальных команд «Бакканирс», сыграв 331 снэп. В четырёх играх он выходил на поле в защите, заменяя травмированного Девина Уайта. В марте 2020 года клуб продлил контракт с ним ещё на один сезон.

#### Статистика выступлений в НФЛ

##### Регулярный чемпионат
| Сезон | Команда             | Игры | Захваты | Захваты | Захваты | Захваты | Захваты | Перехваты | Перехваты | Перехваты | Перехваты | Перехваты | Фамблы | Фамблы | Фамблы | Фамблы |
| Сезон | Команда             | Игры | Solo    | Ast     | Tot     | Loss    | Sk      | Int       | Yds       | Y/R       | TD        | PD        | FR     | Yds    | TD     | FF     |
| ----- | ------------------- | ---- | ------- | ------- | ------- | ------- | ------- | --------- | --------- | --------- | --------- | --------- | ------ | ------ | ------ | ------ |
| 2013  | Аризона Кардиналс   | 13   | 4       | 0       | 4       | 0,0     | 0,0     | 0         | 0         | 0,0       | 0         | 0         | 0      | 0      | 0      | 0      |
| 2014  | Аризона Кардиналс   | 16   | 39      | 5       | 44      | 5       | 1,0     | 0         | 0         | 0,0       | 0         | 0         | 0      | 0      | 0      | 0      |
| 2015  | Аризона Кардиналс   | 16   | 72      | 22      | 94      | 8       | 0,5     | 0         | 0         | 0,0       | 0         | 2         | 0      | 0      | 0      | 1      |
| 2016  | Аризона Кардиналс   | 16   | 59      | 22      | 81      | 9       | 3,5     | 0         | 0         | 0,0       | 0         | 2         | 0      | 0      | 0      | 0      |
| 2017  | Цинциннати Бенгалс  | 9    | 16      | 16      | 32      | 0       | 0,0     | 0         | 0         | 0,0       | 0         | 0         | 0      | 0      | 0      | 0      |
| 2018  | Тампа-Бэй Бакканирс | 5    | 8       | 2       | 10      | 1       | 1,0     | 0         | 0         | 0,0       | 0         | 0         | 0      | 0      | 0      | 0      |
| 2019  | Тампа-Бэй Бакканирс | 16   | 21      | 13      | 34      | 2       | 0,0     | 0         | 0         | 0,0       | 0         | 2         | 1      | 0      | 0      | 0      |
| Всего | Всего               | 91   | 219     | 80      | 299     | 25      | 6,0     | 0         | 0         | 0,0       | 0         | 6         | 1      | 0      | 0      | 1      |

##### Плей-офф
| Сезон | Команда           | Игры | Захваты | Захваты | Захваты | Захваты | Захваты | Перехваты | Перехваты | Перехваты | Перехваты | Перехваты | Фамблы | Фамблы | Фамблы | Фамблы |
| Сезон | Команда           | Игры | Solo    | Ast     | Tot     | Loss    | Sk      | Int       | Yds       | Y/R       | TD        | PD        | FR     | Yds    | TD     | FF     |
| ----- | ----------------- | ---- | ------- | ------- | ------- | ------- | ------- | --------- | --------- | --------- | --------- | --------- | ------ | ------ | ------ | ------ |
| 2014  | Аризона Кардиналс | 1    | 2       | 0       | 2       | 0       | 0,0     | 0         | 0         | 0,0       | 0         | 0         | 0      | 0      | 0      | 0      |
| 2015  | Аризона Кардиналс | 2    | 6       | 6       | 12      | 1       | 0,0     | 0         | 0         | 0,0       | 0         | 0         | 0      | 0      | 0      | 0      |
| Всего | Всего             | 3    | 8       | 6       | 14      | 1       | 0,0     | 0         | 0         | 0,0       | 0         | 0         | 0      | 0      | 0      | 0      |